# Corchorus pseudocapsularis
Corchorus pseudocapsularis är en malvaväxtart som beskrevs av Georg August Schweinfurth. Corchorus pseudocapsularis ingår i släktet Corchorus och familjen malvaväxter. Inga underarter finns listade i Catalogue of Life.